# フォトニックラティス
株式会社フォトニックラティス（英: Photonic Lattice, Inc.）は、株式会社フォトロン（株式会社IMAGICA GROUP子会社）の子会社で、フォトニック結晶チップの製造・販売、フォトニック結晶を応用した機器の製造・販売（複屈折評価装置、偏光計測装置など）、試作・技術移転・特許ライセンシングをしてるメーカーである。

## 概要
“フォトニック結晶”の最先端研究を行っていた東北大学の川上研究室が母体となって2002年に設立されたベンチャー企業。

独自技術で開発したフォトニック結晶とその応用製品の製造・販売を行っている。

主な事業

1. フォトニック結晶偏光光学素子の設計・製造・販売
2. フォトニック結晶応用製品の製造・販売
3. 試作・技術移転・特許ライセンシング

多くの特許群を保有し、独自製品で光通信や液晶パネル、レンズ業界を中心に顧客を獲得。
近年、東南アジア、北米、欧州でもビジネスを展開している。

## 沿革
- 1996年 - コア技術である「自己クローニング法によるフォトニック結晶作製技術」の発明 （東北大学電気通信研究所[2]）。
- 2002年 - 株式会社フォトニックラティス設立（代表取締役社長　川上彰二郎）。東北大学NICHe内で活動開始。
- 2003年 - ベンチャーキャピタル3社から増資を実施。
- 2004年 - 本社をあおばインキュベーションスクエア（仙台市青葉区）に移転。事業本格化。
- 2005年 - ベンチャーキャピタルを含む3社から増資を実施
- 2006年 - フォトニック結晶を利用した初の偏光計測機（偏光カメラPI-100）をリリース。
- 2007年 - ベンチャーキャピタルを含む4社から増資を実施。
- 2009年 - 複屈折測定装置WPA-100をリリース。フォトニック結晶光学素子が『みやぎ優れMONO』に認定[3]。『元気なモノ作り中小企業300社』に選出。
- 2011年 - 東日本大震災にて被災。本社を仙台市青葉区南吉成（現所在地）に移転（代表取締役社長 岸田勝人 就任）。
- 2012年 - ISO9001認証 取得。
- 2013年 - 新製品5機種をリリース。
- 2014年 - 第39回井上春成賞受賞[4]。代表取締役社長 佐藤尚 就任。
- 2015年 - 複屈折評価システムWPA-200が「みやぎ優れMONO」に認定[5]。
- 2016年 - 全国発明表彰（21世紀発明奨励賞）受賞[6]。
- 2017年 - 資本金を90百万円に減資、資本準備金を53百万円に変更。ISO 14001認証　取得。
- 2020年 - 共同開発パートナーである株式会社フォトロンのグループに入る。[7]

## 事業

### フォトニック結晶偏光光学素子の設計・製造・販売
最先端の光制御技術「フォトニック結晶」を用いた偏光子、波長板を希望のデザインに合わせ提供している。
- 軸対象偏光変換素子 SWPシリーズ
- DUV偏光子/波長板
- レーザ発振用反射型偏光子
- カスタム偏光子/波長板

### フォトニック結晶応用製品の製造・販売

#### 2次元複屈折評価システムPA/WPAシリーズ
透明部品の歪み、フィルムの位相差ムラを評価できる装置。顕微鏡サイズから大きいサイズ（約50cm）まで、測定物に応じたラインナップあり。
- PA-300、PA-300-L、PA-300-XL
- WPA-200、WPA-200-L、WPA-200-XL

#### 近赤外2次元複屈折評価システムPA/WPA-NIRシリーズ
測定波長850nm帯のPA/WPAシリーズ。可視光を透過しない樹脂・カルコゲン化物ガラス（顔認証、LiDARシステム等）の品質管理、プロセス開発ツール。
- PA-300-NIR
- WPA-200-NIR

#### 膜厚・屈折率分布測定エリプソメータME/SEシリーズ
薄膜の厚み／屈折率を非接触・非破壊測定を高速・高精度・高精細に測定可能。
- ME-210、ME-210-T
- SE-101

#### 偏光イメージングカメラPI/WPIシリーズ
偏光画像を動画撮影できるカメラ。輝度差の小さい物体の輪郭認識や、レーザ光の偏光計測などに利用可能。PIは直線偏光度、主軸方位、WPIはストークスパラメータを取得可能。
- WPI-200
- PI-300

## 顧客の主な業種、用途
レンズ、フィルム、ガラス、半導体、自動車

## 製品紹介や測定事例、デモ動画
- 複屈折を測定できるPA/WPAシリーズの測定原理、装置構成、測定事例について
- 複屈折解析用の使い易く、強力なソフトウェア「PA/WPA View」のご紹介。
- 複屈折で歪み、応力の測定・評価が可能。論より証拠。Webデモで実際に確認。

その他
- topics一覧

## 拠点
- 本社 - 宮城県 仙台市青葉区 南吉成6丁目6－3 LABO・CITY仙台

## 関連会社
- 株式会社フォトロン
- IMAGICA GROUP